# 스카이다이빙

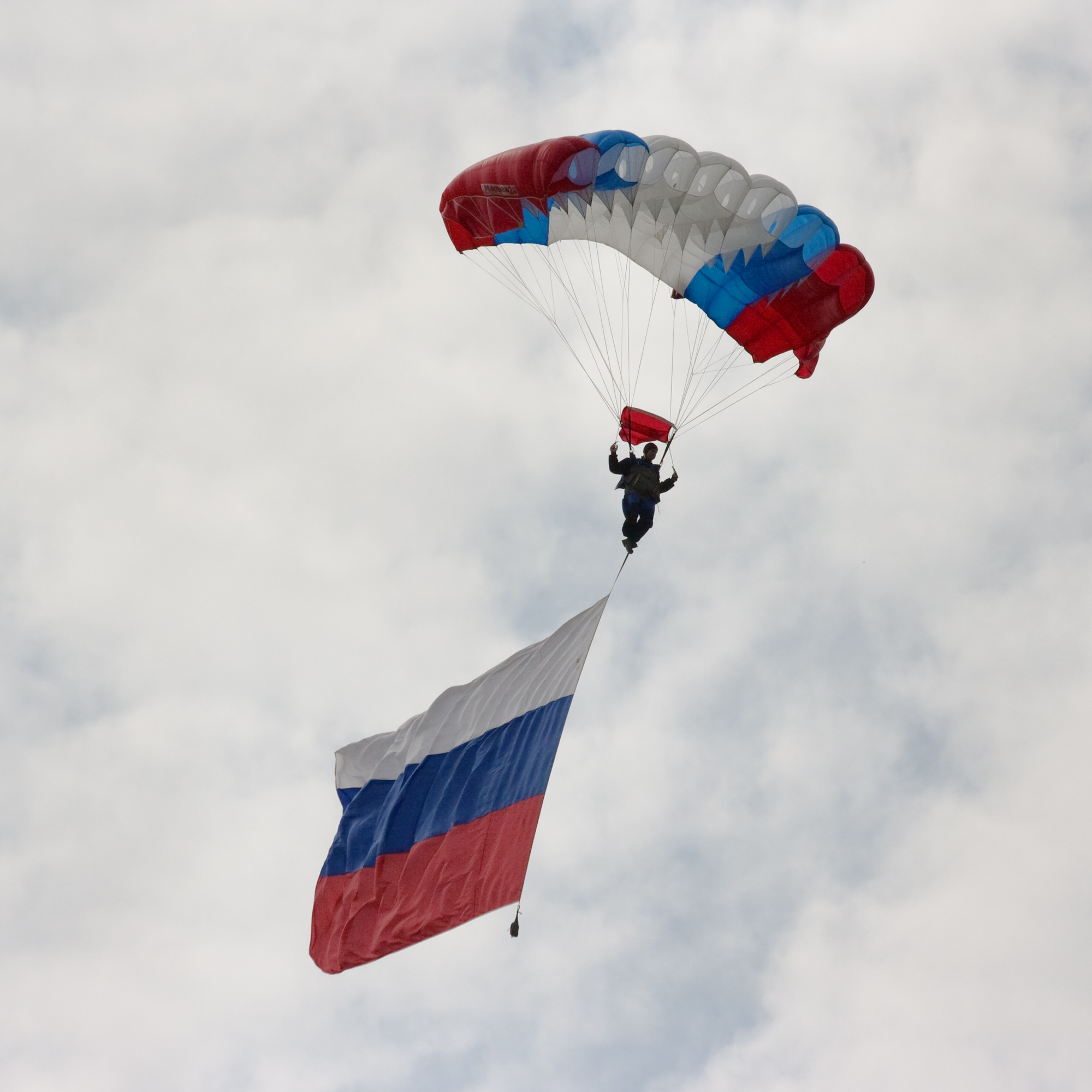
스카이다이빙

스카이다이빙(skydiving) 또는 패러슈팅(parachuting)은 대기 중의 고점에서 중력의 도움을 받아 지상 또는 해수면으로 낙하하는 스포츠이다. 국제 항공 연맹에서는 주로 패러슈팅이라는 용어를 더 선호하고 있다.

## 같이 보기
- 윙수트 플라잉
  - 알렉산더 폴리(Alexander Polli)